# Marcondes Filho
Alexandre Marcondes Machado Filho (São Paulo, 31 de agosto de 1892 — São Paulo, 16 de outubro de 1974) foi um político brasileiro.
Foi ministro do Trabalho, Indústria e Comércio no governo Getúlio Vargas, de 29 de dezembro de 1941 a 29 de outubro de 1945.
Foi senador por São Paulo de 1946 a 1954, e presidente do Senado de 1951 a 1954.

## Biografia
Advogado, diplomou-se em 1914 pela Faculdade de Direito de São Paulo. Após formar-se, exerceu o cargo de promotor público na capital paulista e tomou parte na fundação do Instituto dos Advogados de São Paulo. m 1926, elegeu-se vereador em São Paulo pelo Partido Republicano Paulista (PRP). No ano seguinte, obteve uma vaga de deputado por seu estado no Congresso Nacional. Como membro da bancada do PRP, foi partidário da candidatura presidencial de Júlio Prestes nas eleições de março de 1930. Apesar de vitorioso no pleito, Júlio Prestes foi impedido de assumir a presidência em função do movimento armado deflagrado em outubro daquele ano, que levou Getúlio Vargas ao poder. Após a deflagração da Revolução e 21 dias de conflito, o Governo Provisório foi instaurado. Todas as atividades parlamentares e
partidárias foram suspensas; Marcondes Filho viu seu mandato de
deputado cassado.

### Oposição a Getúlio Vargas
Em 1931 eclodiram diversos movimentos contrários ao governo somando forças insatisfeitas que, em 1932, deram origem à chamada Revolução Constitucionalista. A aproximação entre perrepistas e democratas, os principais partidos de São Paulo, deu-se nesse contexto de conflito com o governo provisório em que as forças paulistas deveriam se aliar aos inimigos de outrora em luta contra a centralização de poder e pela “união de São Paulo contra a humilhação de São Paulo” (CAPELATO, 1982, p. 52). Em 1932, deu apoio ao Movimento Constitucionalista, deflagrado em São Paulo contra o governo de Vargas. Marcondes Filho acreditava que somente o PRP poderia restituir a era do trabalho, "de paz e ordem", diante da “ditadura” de Vargas. E como resultado da Assembleia Constituinte de 1934 finalizou-se em convenção entre a oposição e o Governo Provisório, mantendo Vargas na presidência até 1938. Após a Assembleia Constituinte, Marcondes Filho dedicou-se mais ao exercício da advocacia do que às atividades políticas. Após a instalação da ditadura do Estado Novo em novembro de 1937, foi nomeado vice-presidente do Departamento Administrativo do Estado de São Paulo (DAESP), órgão cuja finalidade era garantir o controle do governo federal sobre o estado de São Paulo, da mesma forma que se dava nos demais estados.
Em dezembro de 1941, foi nomeado ministro do Trabalho por Vargas. Em sua gestão no ministério, deu sequência e intensificou a implementação do controle estatal sobre as organizações sindicais. Em julho de 1942, assumiu também a pasta da Justiça, passando a acumulá-la com a do Trabalho. Em maio de 1943, foi decretada pelo governo a Consolidação das Leis do Trabalho (CLT), que efetivava e, em alguns casos ampliava, a legislação social e trabalhista implementada desde a subida de Vargas ao governo, em 1930. A atuação como ministro do Trabalho foi
especificamente importante na relação entre o governo e a classe trabalhadora.
Em 1945, com a crescente pressão social pela democratização do país, foi encarregado por Vargas de elaborar um projeto que garantisse ao próprio regime a condução do processo de abertura política. Elaborou, então, um documento que serviu de base à Lei Constitucional que convocava eleições para o executivo e legislativo, em âmbito federal e estadual. Dando sequência à readaptação das forças políticas governistas à nova realidade democrática, dedicou-se à organização do Partido Trabalhista Brasileiro (PTB), que buscava arregimentar o apoio obtido pelo regime entre os trabalhadores. Deixou o Ministério da Justiça em março de 1945, permanecendo na pasta do Trabalho até a deposição de Vargas, em outubro daquele ano.
Em dezembro seguinte, elegeu-se senador por São Paulo na legenda do PTB. Não pôde, porém, por motivos de saúde, participar dos trabalhos de elaboração da nova Carta constitucional, assumindo seu mandato somente após a sua promulgação. Em 1954, assumiu a presidência do Senado. Entre fevereiro e abril de 1955, durante o governo de Café Filho, voltou a ocupar o Ministério da Justiça. Em seguida, retirou-se da vida pública.